# Bajo (Kedungtuban)
Bajo is een bestuurslaag in het regentschap Blora van de provincie Midden-Java, Indonesië. Bajo telt 3293 inwoners (volkstelling 2010).